# Pardon the Interruption
Pardon the Interruption (abbreviato in PTI) è un programma sportivo che va in onda nei giorni feriali su ESPN, TSN, NASN, XM Satellite Radio e su Sirius Satellite Radio. Il programma è anche disponibile in download via podcast.
PTI è presentato da Tony Kornheiser e Michael Wilbon che discutono, e, frequentemente, litigando delle top stories del mondo dello sport.
Simile nel format del programma della CNN Crossfire, PTI è conosciuto per i suoi toni, spesso, sporchi.
Sulla destra dello schermo vi è mostrato il "rundown" che mostra gli argomenti principali della giornata di cui si dovrà discutere ( da notare che questo format del rundown è usato anche nel notiziario sportivo Sportscenter).

## Dettagli dell'orario di programmazione
Pardon the Interruption viene trasmesso in diretta alle 5.30pm ET su ESPN.
Invece i seguenti canali lo trasmettono a diversi orari:
- ESPNEWS trasmette lo show alle 6.30pm ET.
- WXTR, affiliata di ESPN Radio per Washington (dove Kornheiser e Wilbon sono stabiliti), trasmette lo show alle 7.05pm ET e lo ripete alle 5.30am ET della seguente mattina.
- WMVP, affiliata di ESPN Radio per Chicago (città natale di Wilbon) lo trasmette 7.05pm CT.
- ESPN Radio manda una edizione unica per tutte le altre stazioni affiliate alle 6.30pm ET.
- ESPN Radio SportsCenter aggiorna e lo inserisce alle 6.40pm ET.
- The Sports Network trasmette lo show in diretta alle 5.30pm ET.
- Dal 17 aprile 2006, ESPN ha anche offerto un free-audio via podcast.

## I segmenti
- Introduction/Headlines
- Five Good Minutes
- Vari (possono variare a seconda della puntata).
- Happy Happy Time
- SportsCenter